# Unterdrückungspolitik gegenüber Sorben in Preußen und im Nationalsozialismus

Die Lausitz, Heimat der Sorben, innerhalb Europas

Im Verlauf ihrer Geschichte wurde die Ethnie der Sorben immer wieder Ziel von Unterdrückung.

## 17./18. Jahrhundert
Anfang des 16. Jahrhunderts setzten in Europa gesellschaftliche Veränderungen ein. Durch Entdeckungen und wirtschaftlichen Aufschwung sowie technisch-naturwissenschaftliche Entwicklungen im Bergbau, in der Textil- und Metallindustrie und wissenschaftlichen Weltanschauungen durch den Humanismus und die Renaissance wurde das 16. Jahrhundert zu einer Epoche des Bürgertums, der Reformation und der Bauernkriege. In Ostelbien nahm die steigende feudale Gutswirtschaft zu, die mit Bauernlegen, Gesindezwang und Erbuntertänigkeit sowie Heiratskontrollen verbunden war. Damit verschlechterte sich das Leben für die Bauern entscheidend. Das traditionelle Recht der Bauern wurde beseitigt. Es kam zu einem heftigen Widerstand der Bauern. In der Niederlausitz kamen dazu noch spezifische Besonderheiten. Die Grenzen wurden mehrfach verändert und die Bevölkerung erlebte ab dem Mittelalter massive Einschränkungen und Einbußen, von denen die geographische und politisch-administrative Situation betroffen waren. Durch Verluste von Gebieten verringerte sich die Niederlausitz erheblich und wurde durch die wirtschaftliche Entwicklung ab der Mitte des 15. Jahrhunderts stark aufgeteilt.

Die Markgraftümer Nieder- und Oberlausitz 1635 (gelb) mit der brandenburgischen Herrschaft Cottbus im Zentrum der Niederlausitz (rot)

Die Mehrheit der Bevölkerung in der Lausitz waren Sorben. So lag ihr Anteil in der Niederlausitz bei etwa 75 Prozent und in den Kerngebieten noch höher. Rund 85 Prozent der Sorben lebten auf dem Land und gehörten zu den ländlichen Untertanen, wobei sich ihre Situation nicht von der deutschen Bevölkerung auf dem Lande unterschied. Nur 15 Prozent wohnten in Städten. Die Sorben konnten das Bürgerrecht erwerben, mit dem ein Hausbesitz und das Braurecht verbunden waren. 1544 waren in Cottbus 41 Prozent Sorben unter den Bürgern, die eine Brauberechtigung hatten. Etwa 30 Prozent der Stadtbewohner waren Sorben. In Luckau waren es etwa 50 Prozent. Die meisten Sorben arbeiteten als Handwerker und Bauern. Für die sorbische Landbevölkerung gab es keine Möglichkeit, sich umfassend zu bilden. In der ersten Hälfte des 16. Jahrhunderts fielen die Schranken für die Sorben immer mehr, die ab dem 14. Jahrhundert nicht den Zünften beitreten durften. Es gab Deutschtums-Paragraphen, beispielsweise für die Schuhmacher in Beeskow und die Tuchmacher in Cottbus. Die Zünfte verbündeten sich, um gegenüber Konkurrenten gewappnet zu sein. In kleineren Städten, in denen die Sorben stärker vertreten waren, wurden die Sorben nicht aus den Zünften ausgeschlossen. Die Landesherren entschieden häufig zugunsten der Sorben, auch wenn die städtische deutsche Oberschicht damit nicht zufrieden war. In Cottbus wurde der Deutschtum-Paragraph 1525 durch den brandenburgischen Kurfürsten abgeschafft. An den Orten, wo sich der Adel durchsetzte, kam es zu einer verschärften sozialen Unterdrückung der Landbevölkerung. Dennoch sollten die Sorben nicht verdrängt werden und es gab in der Niederlausitz keine mittelalterlichen Sprachverbote. In der Reformation, bei der sich die Stände gegen den Willen des katholischen Landesherrn behaupteten, wurde dieser Zustand noch stärker betont. Es kam sogar zu einer stärkeren Verwendung der sorbischen Sprache in den Kirchen, wobei die Stände die Ausbildung von jungen Sorben im kirchlichen Bereich unterstützten. Vermehrt erschien sorbische religiöse Literatur und das sorbische Kulturleben wurde stärker.
Die Situation veränderte sich im letzten Drittel des 17. Jahrhunderts durch den Absolutismus und dessen Zentralisierung und die Eingliederung der Sorben in den zentralisierten Staat. Besonders im Herzogtum Sachsen-Merseburg kam es zu einer gezielten Germanisierung, da die Markgrafen ab 1657 die Herrschaft in der Niederlausitz (mit Ausnahme der brandenburgischen Exklave der Herrschaft Cottbus) ausübten. Sie schränkten die Macht der Stände ein. 1667 wurde das Lübbener Konsistorium gegründet, das eine staatlich geförderte Germanisierung vertrat. 1668 ordnete das Konsistorium an, die sorbische Sprache vollkommen abzuschaffen, und dieser Plan wurde mit Härte bis zum 18. Jahrhundert verfolgt. Die Markgrafen und das Konsistorium ließen die sorbischen Bücher und Manuskripte einziehen und verbreiteten die deutsche Sprache unter der sorbischen Jugend durch Schulunterricht und Gottesdienste in deutscher Sprache. Die Germanisierung wurde damit begründet, dass die Sorben die christlichen Herrscher hassen würden und gegen diese in vielen Bauernunruhen gekämpft hätten. 1728 wurde vom Konsistorium beschlossen, dass alle Prediger keine Kinder zum Abendmahl zulassen sollten, die die deutsche Sprache nicht ausreichend beherrschten. 1729 befahl der Landesherr Herzog Moritz Wilhelm von Merseburg, den sorbischen Eltern mitzuteilen, dass sie ihre Kinder zur Erziehung in die Schule schicken sollten, um dort die deutsche Sprache und die religiöse Lebensweise zu lernen. Vergleichbar ging es auch in Brandenburg und der Kurmark zu. Dort befahl der Kurfürst die Vernichtung aller sorbischen Schriften und die Abschaffung sorbischer Gottesdienste im Dezemberreskript von 1667. So verlor das sorbische Volkstum seine Bedeutung und die sorbische Sprache ging dort allmählich verloren. Gleichzeitig wurde in Cottbus eine tolerante Sprachpolitik betrieben und die ländlichen Schulen im Kreis Cottbus sowie die religiösen Schriften wurden gefördert. In den Dörfern entstanden neue Schulen, an denen sorbische Lehrer eingestellt wurden. Damit waren die Sorben im 17. und 18. Jahrhundert von der jeweiligen Gesinnung der Herrschenden und deren Einstellung gegenüber Minderheiten und Andersdenkenden in der Bevölkerung abhängig.

## Antisorbische Politik zur Zeit des Nationalsozialismus
Zunächst versuchten die Nationalsozialisten, die Sorben in die neuen Strukturen miteinzubeziehen und sie für die nationalsozialistischen Ziele zu vereinnahmen. So wollte man beispielsweise die Domowina in den Bund Deutscher Osten eingliedern. Später veränderte sich die Politik der Nationalsozialisten, als zu erkennen war, dass sich die sorbischen Organisationen unter dem Vorsitzenden Pawoł Nedo dagegen wehrten.
1937 verboten die Nationalsozialisten die Tätigkeit der meisten sorbischen Organisationen und schränkten die Verwendung der sorbischen Sprache in der Öffentlichkeit stark ein. So versetzten sie sorbische Lehrer und Geistliche aus der Lausitz in abgelegene Gegenden Deutschlands. Auf diese Art bemühte sich das nationalsozialistische Regime, die Sorben zu zwingen, sich zu assimilieren. Sorbische Akademiker wurden verhaftet und einige aktive Sorben in Konzentrationslager gebracht, von denen manche, wie Maria Grollmuß und Alois Andritzki, ihre Befreiung nicht mehr erlebten. Gleichzeitig veränderten die Nationalsozialisten das Bild der Lausitz für ihre Propaganda und zeigten ein agrarromantisches Bild des Lausitzbauern und ein industriell-modernes Bild durch den Zusammenhang mit dem Braunkohlebergbau.
Die Sorben wurden als germanischer Stamm betrachtet und deshalb nicht systematisch ausgerottet. Die Sorben sollten in das Deutschtum integriert werden. Dazu gehörte, dass die sorbische Identität, die Sprache und Kultur verleugnet wurden, was mit Verboten, Regressionen und Diskriminierungen verbunden war. Sorbische Veranstaltungen und Versammlungen wurden von den Nationalsozialisten als Verstoß gegen die öffentliche Ordnung und Sicherheit geahndet.
Im sorbischen Sprachunterricht waren ab 1919 in der Woche drei Stunden vorgesehen, die von den Nationalsozialisten auf ungünstige Zeiten, wie am späten Nachmittag, verlegt wurden. An einigen Schulen, wie in Obergurig und Milkel, wurde der Sorbischunterricht durch die regionalen Schul- und Verwaltungsbehörden vollkommen abgeschafft. Einige Schulen, an denen die Sorben über die Hälfte der Schüler ausmachten, wurden zu deutschen Bildungseinrichtungen erklärt. Im Sommer 1933 wurde die repressive Politik gegenüber den Sorben in Sachsen zunächst aufgrund der Reichsminderheitenpolitik beendet. In der Reichstagsrede vom 17. Mai 1933 sprach sich Adolf Hitler gegen die Assimilisierungsbestrebungen aus und erkannte den geschichtlichen Bezug der europäischen Völker an. Die außenpolitische Situation wirkte sich auch auf die Politik gegenüber den Sorben aus.
Zahlreiche Ortsumbenennungen sollten die sorbische Geschichte vieler Ober- und Niederlausitzer Orte verschleiern. Auch etwa 40 Spreewaldfließe wurden 1937 im Reichskatasterwerk umbenannt, wobei die Nationalsozialisten bereits in den ersten Kriegsjahren diese Aktion wieder abbrachen, da es auf den Landkarten keine widersprüchlichen Eintragungen geben sollte. Einige der Umbenennungen sind bis heute von Bestand.